# Rosopaella leurensis
Rosopaella leurensis är en insektsart som beskrevs av Evans 1934. Rosopaella leurensis ingår i släktet Rosopaella och familjen dvärgstritar. Inga underarter finns listade i Catalogue of Life.